# Samuel Arthur Cawley
Pour les articles homonymes, voir Cawley.
Samuel Arthur Cawley (29 novembre 1858-5 janvier 1947) est un homme politique canadien de la Colombie-Britannique. Il est député provincial conservateur de la circonscription britanno-colombienne de Chilliwhack de 1909 à 1916.

## Biographie
Né dans le comté de Brant dans le Canada-Ouest, Cawley étudie sur place. Il s'installe en Colombie-Britannique en 1878 où il travaille comme fermier à Chilliwack. Il ouvre un magasin général et opère son entreprise jusqu'en 1896 pour ensuite devenir mineur sur la rivière Harrison (en). Revenu à Chilliwack, il devient agent immobilier et d'assurances.
Cawley meurt à Chilliwack en janvier 1947 à l'âge de 88 ans.